# Iskar (obchtina)
Pour l’article homonyme, voir Iskar (homonymie).
Iskar (bulgare : Искър) est une obchtina de l'oblast de Pleven en Bulgarie.